# 1935 a légi közlekedésben
Ez a lista az 1935-ös év légi közlekedéssel kapcsolatos eseményeit tartalmazza.

## Első felszállások
- December 17. –  DC–3